# Salon
Salon é uma comuna francesa na região administrativa da Nova Aquitânia, no departamento Dordonha. Estende-se por uma área de 16,38 km². Em 2010 a comuna tinha 282 habitantes (densidade: 17,2 hab./km²).